# 西斯托·杜蘭-巴連
西斯托·阿方索·杜蘭-巴連·科多韋斯（Sixto Durán Ballén Cordovez，1921年7月14日—2016年11月15日）是厄瓜多尔總統。
杜蘭-巴連美國哥倫比亞大學建築系畢業，1951年参与创建厄瓜多尔基督教社會黨，并出任公共工程部長。1970年至1977年任基多市市長。1991年組建共和團結黨。1992年至1996年任厄瓜多尔总统。